# トゲナシヌマエビ
トゲナシヌマエビ（棘無沼蝦、学名: Caridina typus）は、十脚目（エビ目）ヌマエビ科に分類されるエビの一種。西太平洋沿岸の熱帯・亜熱帯域に広く分布する淡水エビ類の一種である。

## 特徴
成体の体長はオス25mm、メス35mmほどで、メスの方が大きい。体型は寸詰まりの紡錘形で、日本産ヌマエビ類の中では太く丸みを帯びた体型をしている。歩脚は短いががっしりしている。複眼は小さく前方へ向く。
複眼間にある額角が短く、複眼と同じか、わずかに超える程度しかない。額角の鋸歯は0-4個で、肉眼で視認するのも難しい。「棘無し」の和名はここに由来し、類似種のヒメヌマエビやミゾレヌマエビともこの点で区別できる。
若い個体やオスは半透明の緑色-茶色で、内臓が透けて見える。一方、メスは体色が濃く、全身が一様に茶色をしているものが多いが、背筋に沿って太い白線が入るもの、さらに白線から左右に「ハ」の字型の枝分かれが数ヶ所現れるものもいる。また、茶色以外に濃い青緑色や黒褐色をした個体もいる。ただし飼育下など明るい環境では、オスよりも多少濁って見える程度まで褪色することが多い。種特有の模様として、腹部の背面中央に「ハ」の字型の不明瞭な黒斑が1対出るが、これは体色が明るい状態でないと目立たない。

## 生態
日本から東南アジアを経てマリアナ諸島、フィジーまで、西太平洋の熱帯・亜熱帯域に広く分布する。日本での分布域は、日本海側は島根県・隠岐諸島以西、太平洋側は千葉県以南の西日本とされる。分布域の北限付近では生息数も少ないが、南西諸島では生息数が多く普通種となる。
暖流が流れる海に面した川に生息するが、ヒメヌマエビやテナガエビ類、モクズガニなどと共に海岸のわずかな湧水にも見出されることがある。これらは幼生期を海で過ごす両側回遊を行うため、稚エビが海から遡上して定着したものである。
中流域や下流域に多いが、川を遡る力が強く上流域でも見られる。流れが緩い浅瀬の岩石や流れ着いた落ち葉、ゴミなどの間にひそむ。網で掬うとピチピチと跳ねず、ヤマトヌマエビと同様に歩きだす。食性は雑食性で、藻類、デトリタス、生物の死骸など何でも食べる。
繁殖期は春から夏にかけてで、交尾後にメスは長径0.5mm、短径0.3mmほどの楕円形の卵を1000-3500個ほど産卵し、腹脚に抱えて孵化するまで保護する。孵化した子供はゾエア幼生の形態で、川の流れに乗って海へ下り、1ヶ月ほどプランクトン生活を送る。幼生はデトリタスや他のプランクトンを捕食しながら成長し、稚エビへと変態して川を遡る。成体の寿命は3年ほどとみられる。

## 飼育
他のヌマエビ類と同様にアクアリウムでの観賞用やタンクメイトとして利用される。ミナミヌマエビより大型、ヤマトヌマエビより小型だが丈夫、ヒメヌマエビやミゾレヌマエビより丈夫・活発である。ただし両側回遊を行うため、幼生を成長させるには海水水槽が必要で、飼育環境によってはこまめに幼生の世話をしなければならない。